# دومينيك إيورفا (لاعب كرة قدم)
دومينيك إيورفا (بالإنجليزية: Dominic Iorfa)‏ هو لاعب كرة قدم بريطاني في مركز الدفاع، ولد في 8 يوليو 1995 في ساوثند أون سي في المملكة المتحدة. شارك مع منتخب إنجلترا تحت 18 سنة لكرة القدم ومنتخب إنجلترا تحت 20 سنة لكرة القدم ومنتخب إنجلترا تحت 21 سنة لكرة القدم. أما مع النوادي، فقد لعب مع شروزبري تاون وشيفيلد وينزداي ووولفرهامبتون واندررز.

## وصلات خارجية
- دومينيك إيورفا على موقع قاعدة بيانات كرة القدم.إي يو (الإنجليزية)
- دومينيك إيورفا على موقع Soccerbase.com (لاعب) (الإنجليزية)
- دومينيك إيورفا على موقع Soccerway.com (الإنجليزية)